# Via del Presto di San Martino
Via del Presto di San Martino è una strada urbana del centro di Firenze, situata in Oltrarno, tra il via Santo Spirito e via dei Michelozzi, angolo borgo Tegolaio (in uno slargo percepito già come piazza Santo Spirito), incrociando quasi a metà via de' Coverelli. 

## Storia e descrizione
La denominazione ricorda l'esistenza in questo luogo (al numero civico 7) del banco di prestito di Santo Spirito qui rimasto attivo fino a Novecento inoltrato, aperto inizialmente nei pressi della chiesa di San Martino al Vescovo (dove esiste ancora via del Presto) e che di questo conservò, nell'uso popolare, il nome. Più anticamente fu un continuamento di borgo Tegolaio, e prima ancora è attestao il nome di via dell'Alberella. 
Nel corridio di una delle case affacciate verso la chiesa venne ucciso nel 1572 Pietro Bonaventuri, il primo marito di Bianca Cappello. 
Anticamente si presentava chiusa su ambedue i lati da una schiera di case, poi abbattute per fare spazio alla basilica brunelleschiana di Santo Spirito, di modo che oggi, per un suo significativo tratto, la via ha una notevole ampiezza ed è aperta alla visione del fianco della chiesa, magnificato da una gradinata ma purtroppo ostacolato dal parcheggio automobilistico. 
Questo stesso tratto gode di riflesso del passaggio che interessa la vicina piazza, mentre per il resto la strada non riveste ruolo significativo nella viabilità cittadina e appare scarsamente frequentata.

### Edifici
| Immagine | N°     | Nome                          | Descrizione |
| -------- | ------ | ----------------------------- | --- |
|          | 1r-5r  | Palazzo Pitti Mannelli        | Il palazzo costituisce un compatto blocco tra via Maggio, via Santo Spirito e via del Presto di San Martino, con al piano terreno un paramento a pietraforte a vista e i piani superiori intonacati. Sul fronte principale che guarda a via Maggio, al centro del primo piano, è una nicchia che contiene un grande busto di Francesco I, opera attribuita a Baccio Bandinelli ma presumibilmente da ricondurre al suo allievo Giovanni Bandini. Sotto al ricorso, ai lati del fronte, sono due scudi araldici. |
|          | 2      | Palazzo Venturi Magalotti     | L'edificio fu oggetto di lavori promossi dal 1703 da Lorenzo Magalotti, in particolare relativi alla costruzione di due fontane da erigersi nel cortile. Sempre in questo stesso periodo il palazzo si sarebbe arricchito in due ambienti interni di affreschi dovuti ai fratelli Giuseppe e Francesco Melani. Su questa strada si notano gli archi delle rimesse, su uno dei quali si vede uno stemma Michelozzi, che compare anche sul tabernacolo con lanterna alla cantonata, costituito da una notevole cornice con angeli in terracotta, databile al XVII secolo, nella cui nicchia è ora conservata una modesta Madonnina di fattura novecentesca. |
|          | 9r-11r | Casa Pitti                    | L'edificio, con un fronte di tre piani per quattro assi, non presenta elementi di pregio, non fosse per la presenza, sull'ampio carraio segnato dal numero 11 r, di uno scudo con l'arme della famiglia Pitti (fasciato ondato di nero e d'argento). Per quanto fuori asse rispetto al palazzo Pitti Mannelli che prospetta su via Maggio facendo parte di una schiera di edifici con finestre di diversa dimensione e diverso allineamento che invece si pongono sul retro della residenza, evidentemente a un certo punto della sua storia fece ugualmente parte di questo ampio complesso, definito nel corso del tempo tramite accorpamento di più antichi edifici. In questa casa ebbe per un certo periodo di tempo, nel secondo decennio del Novecento, studio ed abitazione il pittore Ottone Rosai. |
|          | 3      | Chiesa Anglicana di St. Mark  | Si trova qui il retro della chiesa anglicana con ingresso in via Maggio, dotato di centinati finestroni che illuminano l'aula della chiesa e di una porticina secondaria. |
|          | 5      | Casa Morelli                  | La casa si presenta con un fronte oltremodo modesto, determinata dall'accorpamento di due diversi edifici (il più alto dei quali attualmente soprelevato a sei piani) e a un certo punto della loro storia unita a un edificio con la facciata principale su via Maggio. La si segnala per la presenza, in corrispondenza del passo carraio segnato con il civico 27 rosso, di uno scudo con l'arme della famiglia Morelli di Santa Croce (di rosso, a due branche di leone decussate d'oro, sormontate da un rocco di scacchiere dello stesso). |
|          | 7      | Presto di San Martino         | Si tratta di un casamento privo di elementi architettonici distintivi, con l'ampio fronte (oggi mortificato dal pessimo stato degli intonaci) organizzato su quattro piani per cinque assi (il centrale tamponato e con le bucature dipinte). Era qui il Monte di Pietà ufficialmente denominato di Santo Spirito ma popolarmente noto come presto di San Martino, per essere stato originariamente aperto nei pressi della chiesa di San Martino del Vescovo e poi qui trasferito (ovvero per l'allusione alla carità verso i poveri propria di quel santo). Aperto nel 1495 fungeva da succursale per l'Oltrarno del presto cittadino fondato in via de' Neri (a palazzo Soldani) e rimase attivo assieme a quello di via Palazzuolo fino a poco prima della seconda guerra mondiale. Della sua ultima destinazione recano ancora memoria le spesse inferriate poste sulle finestre terrene. Sul portone oggi segnato dal numero 31 rosso era una terracotta invetriata di Andrea della Robbia con il Cristo in pietà, ora nelle collezioni dell'Ente Cassa di Risparmio di Firenze. |
|          | 11-13  | Palazzo Pannocchieschi d'Elci | Erano qui in antico alcuni modesti edifici e una casa grande dei Corbinelli che, nella seconda metà del Cinquecento, provvidero a unificare in unico palazzo le varie proprietà. Circa un secolo dopo fu restaurato dall'architetto Gherardo Silvani e dato, nel 1672, in locazione al conte Filippo Pannocchieschi d'Elci, che lo acquistò definitivamente nel 1699 e promosse notevoli lavori di ampliamento, decorazione e trasformazione sia al primo piano che al piano terra, dove vennero realizzati il nuovo ingresso e il cortile. La famiglia Pannocchieschi conservò la proprietà fino alla metà dell'Ottocento. Passò quindi ai Peruzzi de' Medici che, agli inizi del Novecento, provvidero a un integrale restauro dell'edificio. A essi seguirono altri proprietari. Da via Maggio si accede all'attuale sede della Casa d'Aste Pananti. |
|          | s.n.   | Palazzo Capponi Michelozzi    | Erano lungo tutto questo lato della strada alcune case e botteghe di proprietà dei Biliotti che, acquistate ai primi del Cinquecento dai Capponi, furono trasformate e presumibilmente unificate entro il 1519. Attorno al 1550 i nuovi proprietari furono costretti a vendere la parte dell'edificio verso piazza Santo Spirito ai Michelozzi, mentre la restante parte venne poco dopo divisa tra i vari membri della famiglia. A Ferrante Capponi si deve nel 1651 la riunificazione del palazzo, con la creazione del fronte principale su via de' Michelozzi, contrassegnato dall'arme della famiglia. Nel 1865 l'intera proprietà fu acquisita dal Pio Istituto de' Bardi, fondato nel 1829 dal conte Girolamo Bardi di Vernio con l'obiettivo di fornire gratuitamente agli artigiani del quartiere istruzione e adeguata formazione tecnica. Negli anni Duemila l'immobile è stato concesso d alla James Madison University. Il lato su via del Presto di San Martino conserva in alto una colonnina e in basso tracce di antico rivestimento lapideo, probabilmente riferibili al periodo precedente all'acquisto dei Capponi, quando al piano terra erano ancora aperte le botteghe artigiane. |
|          | s.n.   | Basilica di Santo Spirito     | Corre lungo il lato nord-occidentale della strada la fiancata della basilica creata su progetto di Brunelleschi a partire dal 1428. La fiancata nel progetto originale doveva avere un aspetto molto diverso, col profilo arcuato ricorrente delle cappelle laterali visibile, a creare un insieme di grande movimento e plasticità che dovette sembrare troppo rivoluzionario, e fu poi sistemato dai continuatori dell'architetto con un aspetto più convenzionale, della parete liscia dove si aprono le finestre strette e lunghe, a coronamento cuspidato, sulle quali si trovano ancora oggi gli stemmi delle famiglie che ebbero qui altari e sepolture. |

### Tabernacoli

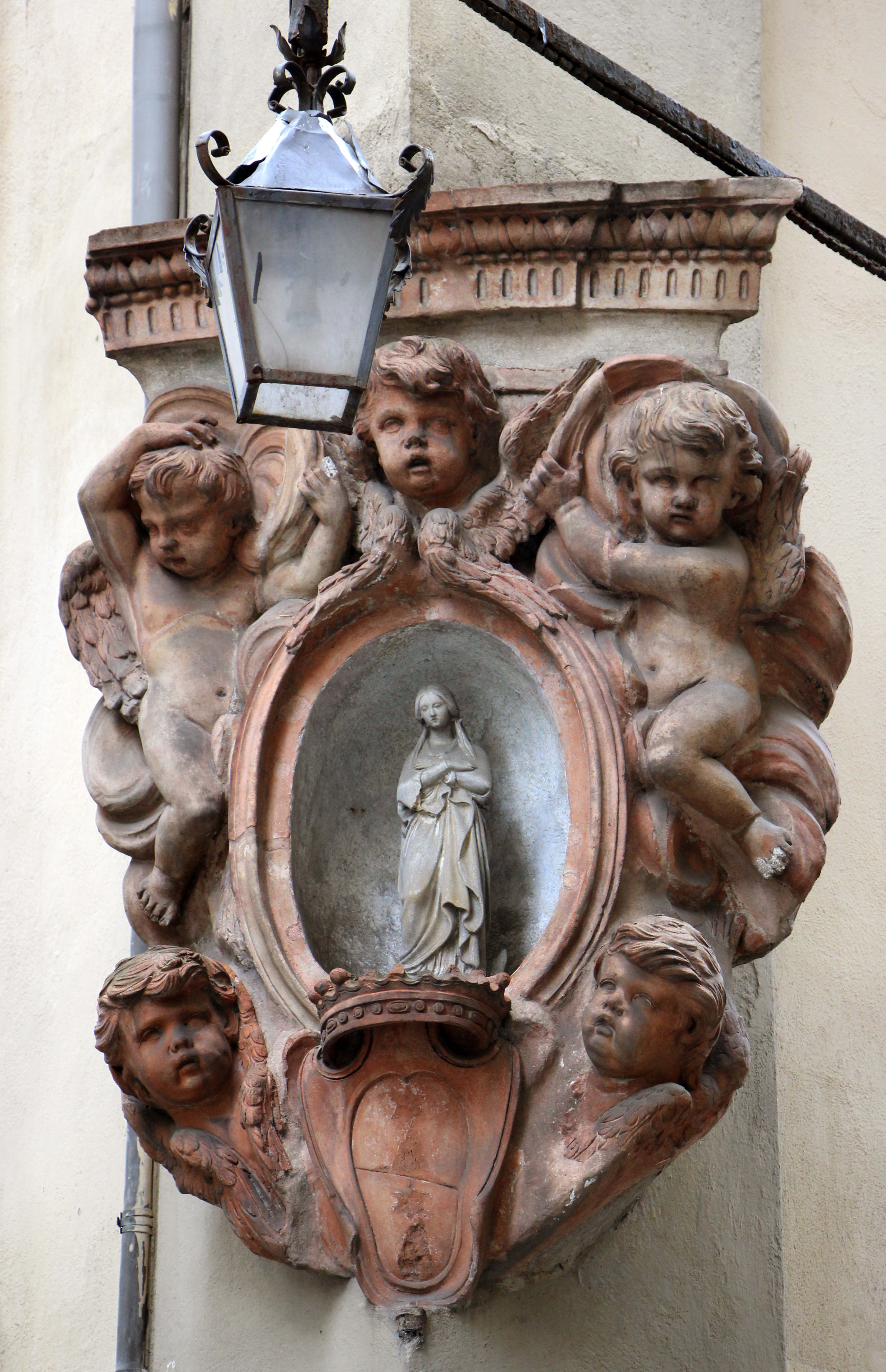
Tabernacolo sulla cantonata di via del Presto di San Martino

Sulla cantonata di palazzo Venturi Magalotti con via Santo Spirito è un tabernacolo (circa 95x65 cm) con lanterna costituito da una notevole cornice con angeli in terracotta, databile al XVII secolo, nella cui nicchia è ora conservata una modesta Madonnina di fattura novecentesca. Nella parte inferiore del tabernacolo, quale parte integrante della cornice di terracotta, è uno scudo con l'arme (scalpellata ma ancora leggibile grazie ai profili del disegno) della famiglia Michelozzi (trinciato, a due monti di sei cime dell'uno nell'altro, ciascuno cimato da una stella a otto punte). Il tabernacolo risulta restaurato nel 1998 da Daniela Valentini per le cure del Seroptimist Club di Firenze, in memoria di Luisa Becherucci.
All'angolo con via dei Coverelli un'edicola in pietra di fattura settecentesca contiene una tela coeva con l'Annunciazione (circa 90x60 cm), ispirata a un'opera di Giovanni Camillo Sagrestani nella chiesa di Santa Maria de' Ricci.

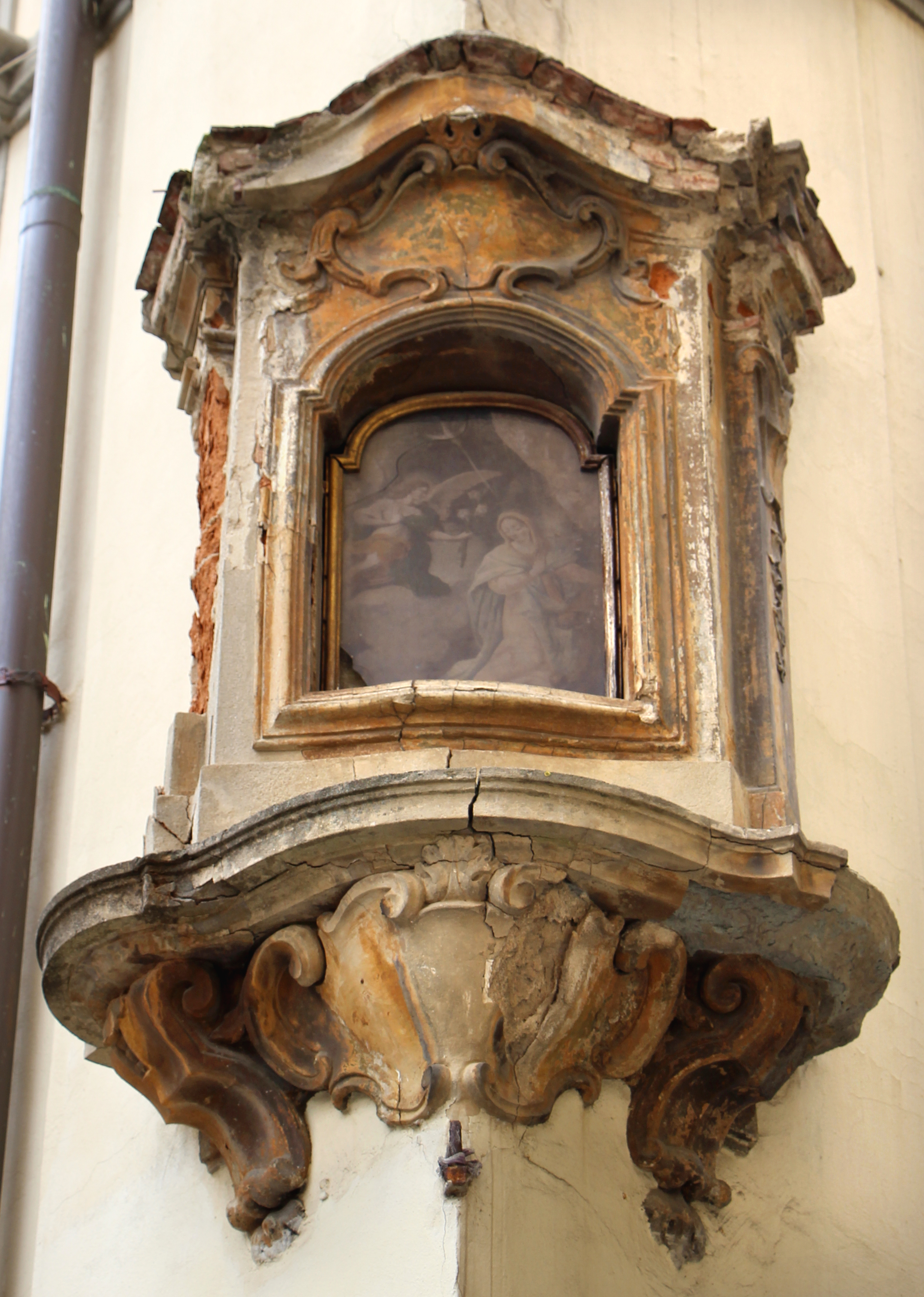
Tabernacolo in angolo con via del Presto di San Martino
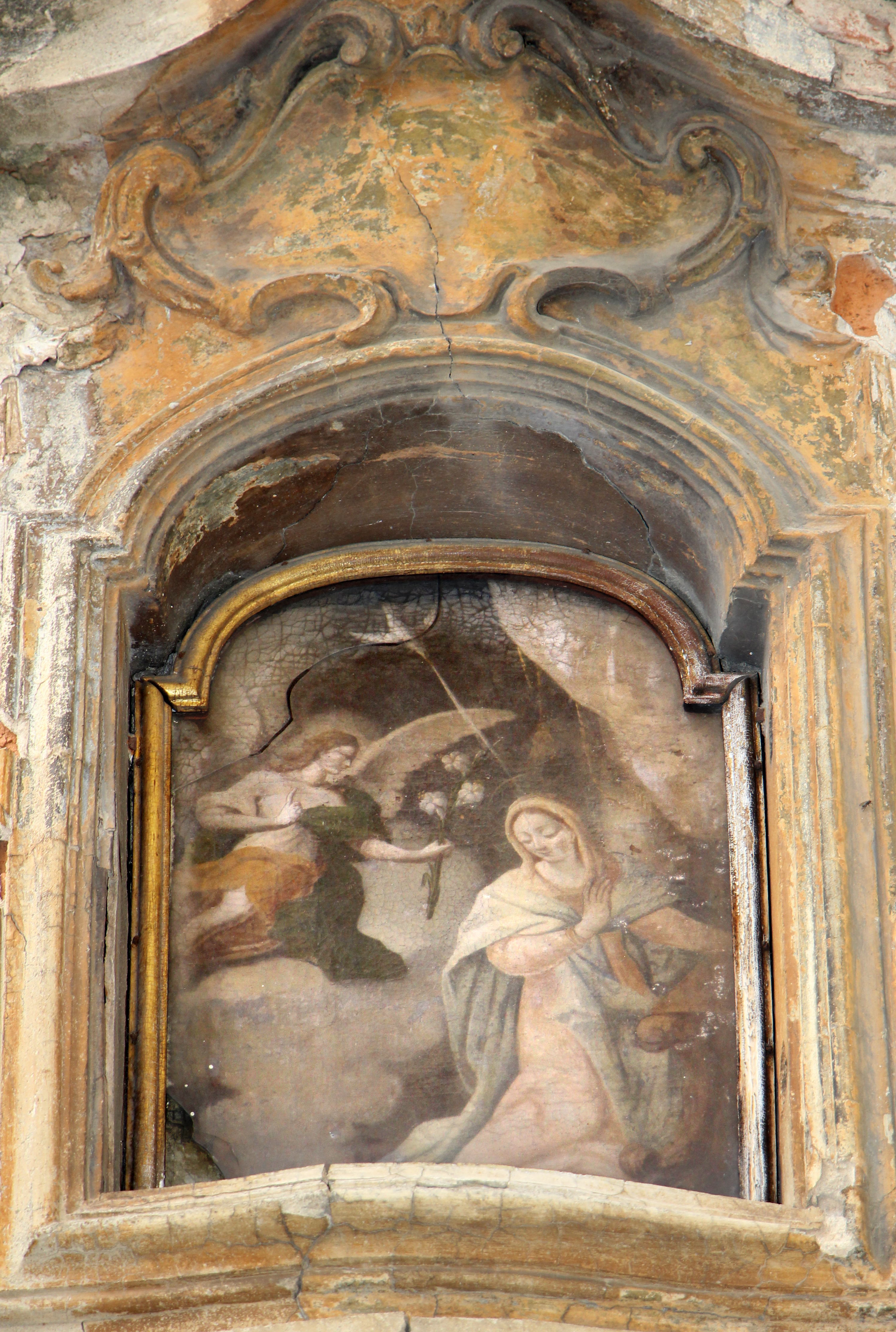
Annunciazione

### Lapidi
Sulla fiancata della basilica si trovano due lapidi con lo stesso bando dei Signori Otto: 
|  | LI SS. OTTO PROHIBISCONO FARCI BRVTTVRE SOTTO PENA DI DVA TRATTI DI FVNE CATTVRA ET ARBITRIO |